# United States Pacific Fleet

Logo dowódcy Floty Pacyfiku Stanów Zjednoczonych

United States Pacific Fleet (Flota Pacyfiku Stanów Zjednoczonych) – nazwa ogólna wszystkich dowództw, baz, związków taktycznych jednostek Marynarki Wojennej Stanów Zjednoczonych operujących w basenie Pacyfiku.
Głównymi bazami w tym rejonie są San Diego, Pearl Harbor i Guam, a prócz tego wykorzystywane są liczne mniejsze bazy, kotwicowiska i lądowiska Lotnictwa Marynarki (ang. US Navy Air Force). Ponadto okręty i instalacje US Navy znajdują się lub zatrzymują w wielu sojuszniczych krajach regionu, takich jak Australia, Nowa Zelandia, Korea Południowa, Japonia, Filipiny czy Tajwan. Ważnymi punktami na mapie Floty Pacyfiku są Pago Pago w Samoa Amerykańskim, oraz największa baza US Navy poza terytorium Stanów Zjednoczonych, United States Fleet Activities Yokosuka w Japonii.
Okręty Floty Pacyfiku nie są z nią związane na stałe. Często mają miejsca przeniesienia do Floty Atlantyku i na odwrót, czy to dla wykonania określonych zadań, czy też na dłuższy okres dla zapoznania się dowództwa i załogi z innym akwenem o odmiennych własnościach brzegowych, pływowych, pogodowych itp.